# Superliga de Suiza 2016-17
La temporada 2016-17 de la Superliga de Suiza, por motivos de patrocinio llamada Raiffeisen Super League, es la temporada 120.ª de la máxima categoría del fútbol suizo. El torneo comenzó el 23 de julio de 2016 y terminará el 2 de junio de 2017. El campeón de esta edición será clasificado a la fase de grupos de la Liga de Campeones de la UEFA 2017-18, mientras que el segundo estará clasificado a la tercera fase previa de la Liga de Campeones 2017-18, y el tercero y el cuarto automáticamente clasificaran a la Liga Europea de la UEFA 2017-18. El último descenderá a la Challenge League 2017-18.

## Equipos participantes

### Ascensos y descensos
| Pos. | de la Superliga de Suiza 2015-16 |
| ---- | -------------------------------- |
| 10.º | Zürich                           |

| Pos. | de la Challenge League 2015-16 |
| ---- | ------------------------------ |
| 1.º  | Lausanne-Sport                 |

### Equipos
| Equipo         | Ciudad   | Estadio                      | Capacidad |
| -------------- | -------- | ---------------------------- | --------- |
| Basel          | Basilea  | St. Jakob Park               | 38 512    |
| Grasshopper    | Zúrich   | Letzigrund                   | 23 605    |
| Luzern         | Lucerna  | Swissporarena                | 17 500    |
| Lugano         | Lugano   | Stadio Comunale di Cornaredo | 15 000    |
| Sion           | Sion     | Stade de Tourbillon          | 16 500    |
| St. Gallen     | San Galo | AFG Arena                    | 19 694    |
| Thun           | Thun     | Arena Thun                   | 10 000    |
| Vaduz          | Vaduz    | Rheinpark Stadion            | 7584      |
| Young Boys     | Berna    | Stade de Suisse              | 31 783    |
| Lausanne-Sport | Lausana  | Stade de La Pontaise         | 15 850    |

## Tabla de posiciones
- Actualizado el 28 de mayo de 2017.[2]

| ---             | Pos. | Equipos        | PJ | PG | PE | PP | GF | GC | Dif. | Pts. |
| --------------- | ---- | -------------- | -- | -- | -- | -- | -- | -- | ---- | ---- |
|                 | 1.   | Basel          | 36 | 26 | 8  | 2  | 92 | 35 | +57  | 86   |
| Clasifica a UCL | 2.   | Young Boys     | 36 | 20 | 9  | 7  | 72 | 44 | +28  | 69   |
| Clasifica a UEL | 3.   | Lugano         | 36 | 15 | 8  | 13 | 52 | 61 | −9   | 53   |
| Clasifica a UEL | 4.   | Sion           | 36 | 15 | 6  | 15 | 60 | 55 | +5   | 51   |
|                 | 5.   | Luzern         | 36 | 14 | 8  | 14 | 62 | 66 | −4   | 50   |
|                 | 6.   | Thun           | 36 | 11 | 12 | 13 | 58 | 63 | −5   | 45   |
|                 | 7.   | St. Gallen     | 36 | 11 | 8  | 17 | 43 | 57 | −14  | 41   |
|                 | 8.   | Grasshopper    | 36 | 10 | 8  | 18 | 47 | 61 | −14  | 38   |
|                 | 9.   | Lausanne-Sport | 36 | 9  | 8  | 19 | 51 | 62 | −11  | 35   |
| Descendió       | 10.  | Vaduz          | 36 | 7  | 9  | 20 | 45 | 78 | -33  | 30   |

|  | Campeón y clasificado a la fase de grupos de la Liga de Campeones de la UEFA 2017-18. |
|  | Clasificado a la tercera fase previa de la Liga de Campeones de la UEFA 2017-18.      |
|  | Clasificado a la Liga Europa de la UEFA 2017-18.                                      |
|  | Descendió a la Challenge League 2017/18.                                              |

## Goleadores
- Actualizado el 7 de mayo de 2017. [3]

| Jugador             | Equipo      | Goles |
| ------------------- | ----------- | ----- |
| Seydou Doumbia      | Basel       | 20    |
| Guillaume Hoarau    | Young Boys  | 18    |
| Ezgjan Alioski      | Lugano      | 16    |
| Dejan Sorgić        | Thun        | 15    |
| Chadrac Akolo       | Sion        | 15    |
| Marco Schneuwly     | Lucerna     | 14    |
| Caio                | Grasshopper | 14    |
| Marc Janko          | Basel       | 13    |
| Albian Ajeti        | St. Gallen  | 10    |
| Matías Delgado      | Basel       | 10    |
| Mohamed Elyounoussi | Basel       | 10    |
| Christian Fassnacht | Thun        | 10    |

## Challenge League
La Challenge League es la segunda categoría del fútbol en Suiza. El primer clasificado asciende a la Superliga.
- Actualizado el 10 de abril de 2017.

| --- | Pos. | Equipos         | PJ | PG | PE | PP | GF | GC | Dif. | Pts. |
| --- | ---- | --------------- | -- | -- | -- | -- | -- | -- | ---- | ---- |
|     | 1.   | Zürich          | 36 | 26 | 7  | 3  | 91 | 30 | +61  | 85   |
|     | 2.   | Neuchâtel Xamax | 36 | 22 | 7  | 7  | 66 | 36 | +30  | 73   |
|     | 3.   | Servette        | 36 | 18 | 8  | 10 | 55 | 43 | +12  | 62   |
|     | 4.   | Schaffhausen    | 36 | 16 | 3  | 17 | 64 | 59 | +5   | 51   |
|     | 5.   | Aarau           | 36 | 13 | 6  | 17 | 57 | 64 | −7   | 45   |
|     | 6.   | Winterthur      | 36 | 11 | 8  | 17 | 45 | 62 | −17  | 41   |
|     | 7.   | Wohlen          | 36 | 12 | 3  | 21 | 42 | 60 | −18  | 39   |
|     | 8.   | Chiasso         | 36 | 9  | 10 | 17 | 43 | 63 | −20  | 37   |
|     | 9.   | Le Mont         | 36 | 8  | 11 | 17 | 31 | 54 | −23  | 35   |
|     | 10.  | Wil             | 36 | 10 | 7  | 19 | 35 | 58 | -23  | 34   |

|  | Ascendido a la Superliga de Suiza 2017-18 |
|  | Descendido a la 1. Liga Promotion 2017-18 |